# ISO 3166-2:ZM

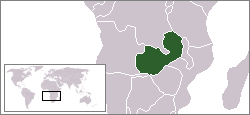
Zambia en un mapa de África.

ISO 3166-2:ZM es la entrada para Zambia en ISO 3166-2, parte de los códigos de normalización ISO 3166 publicados por la Organización Internacional de Normalización (ISO), que define los códigos para los nombres de las principales subdivisiones (p.ej., provincias o estados) de todos los países codificados en ISO 3166-1. 
En la actualidad, para Zambia los códigos ISO 3166-2 se definen en 10 provincias.
Cada código consta de dos partes, separadas por un guion. La primera parte es ZM, el código para Zambia de la ISO 3166-1 alfa-2. La segunda parte tiene dos cifras (01–10).

## Códigos actuales
Los nombres de las subdivisiones constan en la lista según el estándar publicado por la Agencia de Mantenimiento del ISO 3166-2 ISO 3166 (ISO 3166/MA).
Pulsa sobre el botón en el encabezado de cada columna para clasificar.
| Código | Nombre de la subdivisión (en) | Nombre de la subdivisión (es) |
| ------ | ----------------------------- | ----------------------------- |
| ZM-02  | Central                       | Zambia Central                |
| ZM-08  | Copperbelt                    | Copperbelt                    |
| ZM-03  | Eastern                       | Zambia Oriental               |
| ZM-04  | Luapula                       | Luapula                       |
| ZM-09  | Lusaka                        | Lusaka                        |
| ZM-05  | Northern                      | Zambia del Norte              |
| ZM-06  | North-Western                 | Zambia Noroccidental          |
| ZM-07  | Southern                      | Zambia del Sur                |
| ZM-01  | Western                       | Zambia Occidental             |
| ZM-10  | Muchinga                      | Muchinga                      |

## Cambios
Los siguientes cambios de entradas constan en la lista del catálogo en línea del ISO:
| Fecha efectiva del cambio | Breve descripción del cambio                                                |
| ------------------------- | --------------------------------------------------------------------------- |
| 3/11/2014                 | Se añade 1 provincia: ZM-10; se actualizan las fuentes de lista y de código |